# 附白二
水蛇座ν，又名CP-75 204，HD 18293、SAO 255929、HR 872，是水蛇座的一颗恒星，视星等为4.75，位于銀經293.35，銀緯-39.77，其B1900.0坐标为赤經2h 51m 6.7s，赤緯-75° -39.77′ 32″。